# Энергетик (волейбольный клуб)
«Энергетик» (до 1993 — «Кристалл», 1993—1997 — «Лада») — российский волейбольный клуб из Саратова. Основан в 1968 году.

## Достижения
- Лучший результат — 12 место в чемпионате России 2001 года.
- 7 место в Чемпионате России I Лиги - сезон 2020/2021.

## История
Команда «Кристалл» создана в 1968 году при производственном объединении «Тантал».
В 1974 году команда начинает участвовать в чемпионате России класс «Б».
В 1981 году «Кристалл» завоевал право участвовать в первом дивизионе России. С 1982 года «Кристалл» становится одним из лидеров класса «А» России и в 1985 году становится чемпионом России. Осенью того же года «Кристалл» выиграл переходный турнир в 1 лигу СССР, где выступал до 1987 года.
В 1993 году команда поменяла название на «Лада».
В 1997 году у команды появляется спонсор в лице ОАО «Саратовэнерго» и меняется название команды на «Энергетик».
В 2000 году клуб занял 2 место в высшей лиги «А» и вышел в суперлигу. По итогам сезона 2000/2001 занял 12 место и вылетел обратно в высшую лигу.
В 2016 году занял 8 место в группе «Центр» зоны «Запад» высшей лиги «Б».
По результатам сезона 2017/2018 команда заняла 6 место в 1 лиге.

## Известные игроки
- Сергей Ермишин (1987—1988, 1997—2001)
- Игорь Карпов (1994—2000)
- Дмитрий Чуриков (1995—2001, 2005—2006, 2007—2008)